# 2014 FIFAワールドカップ・南米予選
2014 FIFAワールドカップ・南米予選は、南米地区の2014 FIFAワールドカップ・予選である。南米サッカー連盟（CONMEBOL）に加盟する10チームのうち開催国ブラジルを除く9チームで争われた。

## 実施概要
前回大会同様、ホーム・アンド・アウェーでの総当たり戦で争われる。ただし、前回大会と異なり開催国ブラジルが参加していないため、総チーム数は9,各チームの試合数は全16試合となる。
上位4チームは本大会出場権をストレートで獲得する。5位のチームはアジア最終予選プレーオフ（5位決定戦）勝利チームとの大陸間プレーオフに進出する。

## 予選順位
| チーム       | 試 | 勝 | 分 | 敗 | 得 | 失 | 差  | 点 |
| ------------ | -- | -- | -- | -- | -- | -- | --- | -- |
| アルゼンチン | 16 | 9  | 5  | 2  | 35 | 15 | +20 | 32 |
| コロンビア   | 16 | 9  | 3  | 4  | 27 | 13 | +14 | 30 |
| チリ         | 16 | 9  | 1  | 6  | 29 | 15 | +14 | 28 |
| エクアドル   | 16 | 7  | 4  | 5  | 20 | 16 | +4  | 25 |
| ウルグアイ   | 16 | 7  | 4  | 5  | 25 | 25 | 0   | 25 |
| ベネズエラ   | 16 | 5  | 5  | 6  | 14 | 20 | −6  | 20 |
| ペルー       | 16 | 4  | 3  | 9  | 17 | 26 | −9  | 15 |
| ボリビア     | 16 | 2  | 6  | 8  | 17 | 30 | −13 | 12 |
| パラグアイ   | 16 | 3  | 3  | 10 | 17 | 31 | −14 | 12 |

| チーム  | チーム       | AWAY             | AWAY           | AWAY     | AWAY           | AWAY           | AWAY           | AWAY       | AWAY         | AWAY           |
| チーム  | チーム       | アルゼンチンの旗 | コロンビアの旗 | チリの旗 | エクアドルの旗 | ウルグアイの旗 | ベネズエラの旗 | ペルーの旗 | ボリビアの旗 | パラグアイの旗 |
| ------- | ------------ | ---------------- | -------------- | -------- | -------------- | -------------- | -------------- | ---------- | ------------ | -------------- |
| H O M E | アルゼンチン | X                | 0-0            | 4-1      | 4-0            | 3-0            | 3-0            | 3-1        | 1-1          | 3-1            |
| H O M E | コロンビア   | 1-2              | X              | 3-3      | 1-0            | 4-0            | 1-1            | 2-0        | 5-0          | 2-0            |
| H O M E | チリ         | 1-2              | 1-3            | X        | 2-1            | 2-0            | 3-0            | 4-2        | 3-1          | 2-0            |
| H O M E | エクアドル   | 1-1              | 1-0            | 3-1      | X              | 1-0            | 2-0            | 2-0        | 1-0          | 4-1            |
| H O M E | ウルグアイ   | 3-2              | 2-0            | 4-0      | 1-1            | X              | 1-1            | 4-2        | 4-2          | 1-1            |
| H O M E | ベネズエラ   | 1-0              | 1-0            | 0-2      | 1-1            | 0-1            | X              | 3-2        | 1-0          | 1-1            |
| H O M E | ペルー       | 1-1              | 0-1            | 1-0      | 1-0            | 1-2            | 2-1            | X          | 1-1          | 2-0            |
| H O M E | ボリビア     | 1-1              | 1-2            | 0-2      | 1-1            | 4-1            | 1-1            | 1-1        | X            | 3-1            |
| H O M E | パラグアイ   | 2-5              | 1-2            | 1-2      | 2-1            | 1-1            | 0-2            | 1-0        | 4-0          | X              |

## 日程

### 第1節
ブラジルが開催国であるため、コロンビアは試合を行わなかった。
| 2011年10月7日 17:00 (UTC-2) |

| ウルグアイ                                         | 4 - 2    | ボリビア                           |
| スアレス 3分 · ルガーノ 25分, 71分 · カバーニ 34分 | レポート | カルドソ 17分 · モレノ 87分 (pen.) |

| エスタディオ・センテナリオ（モンテビデオ） 観客数: 25,500人 主審: ビクトル・ウーゴ・カリージョ |

| 2011年10月7日 16:05 (UTC-5) |

| エクアドル                      | 2 - 0    | ベネズエラ |
| J.アジョビ 15分 · ベニテス 28分 | レポート |            |

| エスタディオ・オリンピコ・アタウアルパ（キト） 観客数: 32,278人 主審: エンリケ・オッセス |

| 2011年10月7日 20:10 (UTC-3) |

| アルゼンチン                             | 4 - 1    | チリ                |
| イグアイン 7分, 52分, 63分 · メッシ 25分 | レポート | フェルナンデス 59分 |

| エスタディオ・モヌメンタル・アントニオ・ベスプチオ・リベルティ（ブエノス・アイレス） 観客数: 26,161人 主審: ウィルマール・ロルダン |

| 2011年10月7日 20:15 (UTC-5) |

| ペルー              | 2 - 0    | パラグアイ |
| ゲレーロ 46分, 72分 | レポート |            |

| エスタディオ・ナシオナル（リマ） 観客数: 39,600人 主審: セルヒオ・ペッソッタ |

### 第2節
エクアドルは試合が行われなかった。
| 2011年10月11日 16:00 (UTC-4) |

| ボリビア      | 1 - 2    | コロンビア                      |
| フロレス 84分 | レポート | パボン 48分 · ファルカオ 90+2分 |

| エルナンド・シレス競技場（ラパス） 観客数: 33,155人 主審: カルロス・アマリージャ |

| 2011年10月11日 19:45 (UTC-3) |

| チリ                                                          | 4 - 2    | ペルー                            |
| ポンセ 1分 · バルガス 18分 · メデル 47分 · スアソ 63分 (pen.) | レポート | ピサーロ 49分 · ファルファン 59分 |

| エスタディ・モヌメンタル・ダビド・アレジャノ（サンティアゴ） 観客数: 39,000人 主審: ラウル・オロスコ |

| 2011年10月11日 19:45 (UTC-3) |

| パラグアイ      | 1 - 1    | ウルグアイ      |
| オルティス 90分 | レポート | フォルラン 67分 |

| エスタディオ・ディフェンソーレス・デル・チャコ（アスンシオン） 観客数: 12,922人 主審: ウィルソン・セネメ |

| 2011年10月11日 20:20 (UTC-4:30) |

| ベネズエラ        | 1 - 0    | アルゼンチン |
| アモレビエタ 62分 | レポート |              |

| エスタディオ・ホセ・アントニオ・アンソアテギ（プエルト・ラ・クルス） 観客数: 35,600人 主審: ロベルト・シルベラ |

### 第3節
ペルーは試合が行われなかった。
| 2011年11月11日 17:00 (UTC-3) |

| アルゼンチン  | 1 - 1    | ボリビア    |
| ラベッシ 60分 | レポート | モレノ 56分 |

| エスタディオ・モヌメンタル・アントニオ・ベスプチオ・リベルティ（ブエノスアイレス） 観客数: 27,592人 主審: カルロス・ベラ |

| 2011年11月11日 20:00 (UTC-2) |

| ウルグアイ                      | 4 - 0    | チリ |
| スアレス 42分, 45分, 68分, 74分 | レポート |      |

| エスタディオ・センテナリオ（モンテビデオ） 観客数: 40,500人 主審: エクトル・バルダッシ |

| 2011年11月11日 16:00 (UTC-5) |

| コロンビア    | 1 - 1    | ベネズエラ            |
| グアリン 11分 | レポート | F.フェルトシャー 79分 |

| エスタディオ・メトロポリタノ・ロベルト・メレンデス（バランキヤ） 観客数: 43,953人 主審: オマール・ポンセ |

| 2011年11月11日 21:00 (UTC-3) |

| パラグアイ                    | 2 - 1    | エクアドル    |
| リベーロス 47分 · ベロン 58分 | レポート | ロハス 90+2分 |

| エスタディオ・ディフェンソーレス・デル・チャコ（アスンシオン） 観客数: 11,173人 主審: エルナンド・ブイトラゴ |

### 第4節
ウルグアイは試合がない。
| 2011年11月15日 16:00 (UTC-5) |

| コロンビア  | 1 - 2    | アルゼンチン                |
| パボン 45分 | レポート | メッシ 60分 · アグエロ 84分 |

| エスタディオ・メトロポリタノ・ロベルト・メレンデス（バランキヤ） 観客数: 49,600人 主審: サルヴィオ・ファグンデス |

| 2011年11月15日 16:00 (UTC-5) |

| エクアドル                    | 2 - 0    | ペルー |
| メンデス 70分 · ベニテス 89分 | レポート |        |

| エスタディオ・オリンピコ・アタウアルパ（キト） 観客数: 34,481人 主審: ホルヘ・ラリオンダ |

| 2011年11月15日 20:30 (UTC-3) |

| チリ                              | 2 - 0    | パラグアイ |
| コントレラス 28分 · カンポス 85分 | レポート |            |

| エスタディオ・ナシオナル（サンティアゴ） 観客数: 44,726人 主審: エベル・ロベルト・ロペス |

| 2011年11月15日 20:30 (UTC-4:30) |

| ベネズエラ        | 1 - 0    | ボリビア |
| ビスカロンド 24分 | レポート |          |

| エスタディオ・ポリデポリティボ・デ・プエルト・ヌエボ（サン・クリストバル） 観客数: 33,351人 主審: ホルヘ・ブックレイ |

### 第5節
パラグアイは試合が行われなかった。
| 2012年6月2日 15:00 (UTC-3) |

| ウルグアイ      | 1 - 1    | ベネズエラ    |
| フォルラン 38分 | レポート | ロンドン 84分 |

| エスタディオ・センテナリオ（モンテビデオ） 観客数: 57,000人 主審: アントニオ・アリアス・アルバレンガ |

| 2012年6月2日 16:10 (UTC-4) |

| ボリビア | 0 - 2    | チリ                            |
|          | レポート | アランギス 45+3分 · ビダル 83分 |

| エルナンド・シレス競技場（ラパス） 観客数: 34,389人 主審: アルフレド・イントリアゴ |

| 2012年6月2日 19:30 (UTC-3) |

| アルゼンチン                                                      | 4 - 0    | エクアドル |
| アグエロ 20分 · イグアイン 30分 · メッシ 32分 · ディ・マリア 76分 | レポート |            |

| エスタディオ・モヌメンタル・アントニオ・ベスプチオ・リベルティ（ブエノス・アイレス） 観客数: 50,000人 主審: ビクトル・ウーゴ・リベラ |

| 2012年6月3日 17:00 (UTC-5) |

| ペルー | 0 - 1    | コロンビア      |
|        | レポート | ロドリゲス 52分 |

| エスタディオ・ナシオナル（リマ） 観客数: 35,724人 主審: ネストル・ピタナ |

### 第6節
アルゼンチンは試合が行われなかった。
| 2012年6月9日 16:00 (UTC-4) |

| ボリビア                              | 3 - 1    | パラグアイ      |
| ペーニャ 10分 · エスコバル 70分, 80分 | レポート | リベーロス 83分 |

| エルナンド・シレス競技場（ラパス） 観客数: 17,320人 主審: ロベルト・シルベラ |

| 2012年6月9日 18:05 (UTC-4:30) |

| ベネズエラ | 0 - 2    | チリ                                    |
|            | レポート | フェルナンデス 85分 · アランギス 90+1分 |

| エスタディオ・ホセ・アントニオ・アンソアテギ（プエルト・ラ・クルス） 観客数: 35,000人 主審: エルナンド・ブイトラゴ |

| 2012年6月10日 15:30 (UTC-3) |

| ウルグアイ                                                        | 4 - 2    | ペルー                               |
| コアテス 15分 · ペレイラ 29分 · ロドリゲス 63分 · エグレン 90+4分 | レポート | ゴディン 39分 (o.g.) · ゲレーロ 48分 |

| エスタディオ・センテナリオ（モンテビデオ） 観客数: 55,000人 主審: レアンドロ・ペドロ・ヴアデン |

| 2012年6月10日 16:00 (UTC-5) |

| エクアドル    | 1 - 0    | コロンビア |
| ベニテス 54分 | レポート |            |

| エスタディオ・オリンピコ・アタウアルパ（キト） 観客数: 37,353人 主審: ウィルソン・セネメ |

### 第7節
チリは試合が行われなかった。
| 2012年9月7日 15:30 (UTC-5) |

| コロンビア                                             | 4 - 0    | ウルグアイ |
| ファルカオ 2分 · グティエレス 47分, 51分 · スニガ 90分 | レポート |            |

| エスタディオ・メトロポリターノ・ロベルト・メレンデス（バランキヤ） 観客数: 45,000人 主審: エベル・ロベルト・ロペス |

| 2012年9月7日 16:00 (UTC-5) |

| エクアドル           | 1 - 0    | ボリビア |
| カイセド 74分 (pen.) | レポート |          |

| エスタディオ・オリンピコ・アタウアルパ（キト） 観客数: 32,213人 主審: フアン・ソト |

| 2012年9月7日 20:10 (UTC-3) |

| アルゼンチン                                     | 3 - 1    | パラグアイ           |
| ディ・マリア 3分 · イグアイン 30分 · メッシ 64分 | レポート | ファブロ 17分 (pen.) |

| エスタディオ・マリオ・アルベルト・ケンペス（コルドバ） 観客数: 51,000人 主審: ウィルソン・セネメ |

| 2012年9月7日 20:25 (UTC-5) |

| ペルー                  | 2 - 1    | ベネズエラ    |
| ファルファン 47分, 59分 | レポート | アランゴ 43分 |

| エスタディオ・ナシオナル（リマ） 観客数: 34,703人 主審: マルティン・バスケス |

### 第8節
ボリビアは試合が行われなかった。
| 2012年9月11日 16:30 (UTC-3) |

| チリ                | 1 - 3    | コロンビア                                            |
| フェルナンデス 41分 | レポート | ロドリゲス 58分 · ファルカオ 73分 · グティエレス 76分 |

| エスタディオ・モヌメンタル・ダビド・アレジャーノ（サンティアゴ） 観客数: 38,000人 主審: ビクトル・ウーゴ・カリージョ |

| 2012年9月11日 18:30 (UTC-3) |

| ウルグアイ    | 1 - 1    | エクアドル   |
| カバーニ 67分 | レポート | カイセド 8分 |

| エスタディオ・センテナリオ（モンテビデオ） 観客数: 38,000人 主審: カルロス・アマリージャ |

| 2012年9月11日 19:25 (UTC-4) |

| パラグアイ | 0 - 2    | ベネズエラ          |
|            | レポート | ロンドン 45分, 68分 |

| エスタディオ・ディフェンソーレス・デル・チャコ（アスンシオン） 観客数: 13,680人 主審: エンリケ・オッセス |

| 2012年9月11日 20:25 (UTC-5) |

| ペルー            | 1 - 1    | アルゼンチン    |
| サンブラーノ 22分 | レポート | イグアイン 38分 |

| エスタディオ・ナシオナル（リマ） 観客数: 34,111人 主審: ウィルマール・ロルダン |

### 第9節
ベネズエラは試合が行われなかった。
| 2012年10月12日 16:00 (UTC-4) |

| ボリビア        | 1 - 1    | ペルー          |
| チュマセロ 51分 | レポート | マリーニョ 21分 |

| エルナンド・シレス競技場（ラパス） 観客数: 36,500人 主審: カルロス・ベラ |

| 2012年10月12日 15:30 (UTC-5) |

| コロンビア            | 2 - 0    | パラグアイ |
| ファルカオ 52分, 90分 | レポート |            |

| エスタディオ・メトロポリターノ・ロベルト・メレンデス（バランキヤ） 観客数: 45,000人 主審: セルヒオ・ペッソッタ |

| 2012年10月12日 16:00 (UTC-5) |

| エクアドル                                  | 3 - 1    | チリ                 |
| カイセド 33分, 56分 · カスティージョ 90+3分 | レポート | パレデス 25分 (o.g.) |

| エスタディオ・オリンピコ・アタウアルパ（キト） 観客数: 32,600人 主審: エベル・ロベルト・ロペス |

| 2012年10月12日 21:00 (UTC-3) |

| アルゼンチン                      | 3 - 0    | ウルグアイ |
| メッシ 66分, 80分 · アグエロ 75分 | レポート |            |

| エスタディオ・マルビナス・アルヘンティナス（メンドーサ） 観客数: 31,997人 主審: レアンドロ・ペドロ・ヴアデン |

### 第10節
| 2012年10月16日 15:00 (UTC-4) |

| ボリビア                               | 4 - 1    | ウルグアイ    |
| サウセド 6分, 51分, 55分 · モヒカ 26分 | レポート | スアレス 81分 |

| エルナンド・シレス競技場（ラパス） 観客数: 25,402人 主審: ビクトル・ウーゴ・リベラ |

| 2012年10月16日 17:30 (UTC-4:30) |

| ベネズエラ   | 1 - 1    | エクアドル          |
| アランゴ 6分 | レポート | カスティージョ 22分 |

| エスタディオ・ホセ・アントニオ・アンソアテギ（プエルト・ラ・クルス） 観客数: 35,076人 主審: ウィルマール・ロルダン |

| 2012年10月16日 19:00 (UTC-3) |

| パラグアイ    | 1 - 0    | ペルー |
| アギラル 54分 | レポート |        |

| エスタディオ・ディフェンソーレス・デル・チャコ（アスンシオン） 観客数: 10,114人 主審: パブロ・アレハンドロ・ルナティ |

| 2012年10月16日 21:05 (UTC-3) |

| チリ                | 1 - 2    | アルゼンチン                  |
| グティエレス 90+2分 | レポート | メッシ 28分 · イグアイン 31分 |

| エスタディオ・ナシオナル（サンティアゴ） 観客数: 45,000人 主審: アントニオ・アリアス・アルバレンガ |

### 第11節
| 2013年3月22日 15:00 (UTC-5) |

| コロンビア                                                                            | 5 − 0    | ボリビア |
| トーレス 20分 · バルデス 49分 · グティエレス 62分 · ファルカオ 86分 · アルメロ 90+3分 | レポート |          |

| エスタディオ・メトロポリターノ・ロベルト・メレンデス（バランキヤ） 観客数: 40,478人 主審: カルロス・ベラ |

| 2013年3月22日 19:00 (UTC-3) |

| ウルグアイ    | 1 - 1    | パラグアイ    |
| スアレス 82分 | レポート | ベニテス 86分 |

| エスタディオ・センテナリオ（モンテビデオ） 観客数: 32,000人 主審: ウィルマール・ロルダン |

| 2013年3月22日 21:00 (UTC-3) |

| アルゼンチン                               | 3 - 0    | ベネズエラ |
| イグアイン 29分, 59分 · メッシ 45分 (pen.) | レポート |            |

| エスタディオ・モヌメンタル・アントニオ・ベスプチオ・リベルティ（ブエノスアイレス） 観客数: 40,000人 主審: ビクトル・ウーゴ・カリージョ |

| 2013年3月22日 21:10 (UTC-5) |

| ペルー            | 1 - 0    | チリ |
| ファルファン 87分 | レポート |      |

| エスタディオ・ナシオナル（リマ） 観客数: 43,000人 主審: ディエゴ・アバル |

### 第12節
| 2013年3月26日 16:00 (UTC-4) |

| ボリビア    | 1 - 1    | アルゼンチン |
| モレノ 25分 | レポート | バネガ 44分  |

| エルナンド・シレス競技場（ラパス） 観客数: 35,000人 主審: エンリケ・オッセス |

| 2013年3月26日 16:00 (UTC-5) |

| エクアドル                                            | 4 - 1    | パラグアイ      |
| カイセド 38分 · モンテーロ 50分, 75分 · ベニテス 54分 | レポート | カバジェロ 15分 |

| エスタディオ・オリンピコ・アタウアルパ（キト） 観客数: 33,048人 主審: サンドロ・リッシ |

| 2013年3月26日 20:30 (UTC-3) |

| チリ                          | 2 - 0    | ウルグアイ |
| パレデス 10分 · バルガス 78分 | レポート |            |

| エスタディオ・ナシオナル（サンティアゴ） 観客数: 43,816人 主審: ネストル・ピタナ |

| 2013年3月26日 19:30 (UTC-4:30) |

| ベネズエラ    | 1 - 0    | コロンビア |
| ロンドン 13分 | レポート |            |

| エスタディオ・ポリデポルティーボ・カチャマイ（シウダーグアヤナ） 観客数: 41,250人 主審: アントニオ・アリアス・アルバレンガ |

### 第13節
| 2013年6月7日 16:00 (UTC-4) |

| ボリビア      | 1 - 1    | ベネズエラ    |
| カンポス 86分 | レポート | アランゴ 58分 |

| エルナンド・シレス競技場（ラパス） 観客数: 10,155人 主審: パトリシオ・ロウスタウ |

| 2013年6月7日 19:05 (UTC-3) |

| アルゼンチン | 0 - 0    | コロンビア |
|              | レポート |            |

| エスタディオ・モヌメンタル・アントニオ・ベスプチオ・リベルティ（ブエノスアイレス） 観客数: 44,807人 主審: マルロン・エスカランテ |

| 2013年6月7日 20:10 (UTC-4) |

| パラグアイ        | 1 - 2    | チリ                        |
| サンタクルス 88分 | レポート | バルガス 41分 · ビダル 56分 |

| エスタディオ・ディフェンソーレス・デル・チャコ（アスンシオン） 観客数: 30,000人 主審: レアンドロ・ペドロ・ヴアデン |

| 2013年6月7日 21:10 (UTC-5) |

| ペルー        | 1 - 0    | エクアドル |
| ピサーロ 12分 | レポート |            |

| エスタディオ・ナシオナル（リマ） 観客数: 37,000人 主審: マルセロ・エンリケ |

### 第14節
| 2013年6月11日 15:30 (UTC-5) |

| コロンビア                                 | 2 - 0    | ペルー |
| ファルカオ 13分 (pen.) · グティエレス 45分 | レポート |        |

| エスタディオ・メトロポリターノ・ロベルト・メレンデス（バランキヤ） 観客数: 42,265人 主審: サンドロ・リッシ |

| 2013年6月11日 16:00 (UTC-5) |

| エクアドル          | 1 - 1    | アルゼンチン        |
| カスティージョ 17分 | レポート | アグエロ 4分 (pen.) |

| エスタディオ・オリンピコ・アタウアルパ（キト） 観客数: 35,000人 主審: エンリケ・カセレス |

| 2013年6月11日 19:30 (UTC-4:30) |

| ベネズエラ | 0 - 1    | ウルグアイ    |
|            | レポート | カバーニ 28分 |

| エスタディオ・ポリデポルティーボ・カチャマイ（シウダーグアヤナ） 観客数: 36,297人 主審: パウロ・セザル・ジ・オリヴェイラ |

| 2013年6月11日 20:30 (UTC-4) |

| チリ                                            | 3 - 1    | ボリビア    |
| バルガス 16分 · サンチェス 18分 · ビダル 90+3分 | レポート | モレノ 32分 |

| エスタディオ・ナシオナル（サンティアゴ） 観客数: 45,000人 主審: ダリオ・ウブリアーコ |

### 第15節
| 2013年9月6日 17:00 (UTC-5) |

| コロンビア      | 1 - 0    | エクアドル |
| ロドリゲス 31分 | レポート |            |

| エスタディオ・メトロポリターノ・ロベルト・メレンデス（バランキヤ） 観客数: 46,000人 主審: エベル・ロベルト・ロペス |

| 2013年9月6日 18:30 (UTC-4) |

| パラグアイ                                                        | 4 - 0    | ボリビア |
| ファブロ 17分 · サンタクルス 47分 · オルティス 81分 · ゴメス 84分 | レポート |          |

| エスタディオ・ディフェンソーレス・デル・チャコ（アスンシオン） 観客数: 20,000人 主審: ビクトル・ウーゴ・カリージョ |

| 2013年9月6日 20:30 (UTC-4) |

| チリ                                          | 3 - 0    | ベネズエラ |
| バルガス 11分 · ゴンサレス 30分 · ビダル 85分 | レポート |            |

| エスタディオ・ナシオナル（サンティアゴ） 観客数: 46,500人 主審: サンドロ・リッシ |

| 2013年9月6日 21:30 (UTC-5) |

| ペルー            | 1 - 2    | ウルグアイ                 |
| ファルファン 84分 | レポート | スアレス 43分 (pen.), 67分 |

| エスタディオ・ナシオナル（リマ） 観客数: 39,222人 主審: パトリシオ・ロウスタウ |

### 第16節
| 2013年9月10日 16:00 (UTC-4) |

| ボリビア          | 1 - 1    | エクアドル           |
| アラスカイタ 47分 | レポート | カイセド 58分 (pen.) |

| エルナンド・シレス競技場（ラパス） 観客数: 12,043人 主審: パウロ・セザル・ジ・オリヴェイラ |

| 2013年9月10日 18:00 (UTC-3) |

| ウルグアイ                      | 2 - 0    | コロンビア |
| カバーニ 77分 · ストゥアニ 81分 | レポート |            |

| エスタディオ・センテナリオ（モンテビデオ） 観客数: 51,000人 主審: アントニオ・アリアス・アルバレンガ |

| 2013年9月10日 19:30 (UTC-4:30) |

| ベネズエラ                                               | 3 - 2    | ペルー                              |
| ロンドン 37分 · C.ゴンサレス 62分 (pen.) · オテーロ 77分 | レポート | ウルタード 20分 · サンブラーノ 88分 |

| エスタディオ・ポリデポルティーボ・カチャマイ（シウダーグアヤナ） 観客数: 20,049人 主審: ディエゴ・アバル |

| 2013年9月10日 21:40 (UTC-4) |

| パラグアイ                        | 2 - 5    | アルゼンチン                                                                            |
| ヌニェス 17分 · サンタクルス 86分 | レポート | メッシ 12分 (pen.), 53分 (pen.) · アグエロ 32分 · ディ・マリア 50分 · M.ロドリゲス 90分 |

| エスタディオ・ディフェンソーレス・デル・チャコ（アスンシオン） 観客数: 27,000人 主審: エンリケ・オッセス |

### 第17節
| 2013年10月11日 18:00 (UTC-3) |

| アルゼンチン                        | 3 - 1    | ペルー        |
| ラベッシ 23分, 35分 · パラシオ 47分 | レポート | ピサーロ 21分 |

| エスタディオ・モヌメンタル・アントニオ・ベスプチオ・リベルティ（ブエノスアイレス） 観客数: 28,977人 主審: パウロ・セザル・ジ・オリヴェイラ |

| 2013年10月11日 16:00 (UTC-5) |

| エクアドル      | 1 - 0    | ウルグアイ |
| モンテーロ 30分 | レポート |            |

| エスタディオ・オリンピコ・アタウアルパ（キト） 観客数: 32,996人 主審: サンドロ・リッシ |

| 2013年10月11日 16:00 (UTC-5) |

| コロンビア                                              | 3 - 3    | チリ                                       |
| グティエレス 69分 · ファルカオ 75分 (pen.), 84分 (pen.) | レポート | ビダル 19分 (pen.) · サンチェス 22分, 29分 |

| エスタディオ・メトロポリターノ・ロベルト・メレンデス（バランキヤ） 観客数: 40,388人 主審: ビクトル・ウーゴ・カリージョ |

| 2013年10月11日 16:30 (UTC-4:30) |

| ベネズエラ    | 1 - 1    | パラグアイ    |
| セイハス 83分 | レポート | ベニテス 28分 |

| エスタディオ・ポリデポルティーボ・カチャマイ（シウダーグアヤナ） 観客数: 27,227人 主審: カルロス・ベラ |

### 第18節
| 2013年10月15日 20:30 (UTC-3) |

| パラグアイ   | 1 - 2    | コロンビア          |
| J.ロハス 7分 | レポート | ジェペス 38分, 56分 |

| エスタディオ・ディフェンソーレス・デル・チャコ（アスンシオン） 観客数: 7,142人 主審: レアンドロ・ペドロ・ヴアデン |

| 2013年10月15日 20:30 (UTC-3) |

| チリ                          | 2 - 1    | エクアドル    |
| サンチェス 35分 · メデル 38分 | レポート | カイセド 66分 |

| エスタディオ・ナシオナル（サンティアゴ） 観客数: 47,458人 主審: マルセロ・エンリケ |

| 2013年10月15日 21:30 (UTC-2) |

| ウルグアイ                                              | 3 - 2    | アルゼンチン            |
| C.ロドリゲス 6分 · スアレス 34分 (pen.) · カバーニ 49分 | レポート | M.ロドリゲス 15分, 41分 |

| エスタディオ・センテナリオ（モンテビデオ） 観客数: 55,000人 主審: ディエゴ・アバル |

| 2013年10月15日 21:15 (UTC-5) |

| ペルー          | 1 - 1    | ボリビア        |
| ジョトゥン 19分 | レポート | ベハラノ 45+2分 |

| エスタディオ・ナシオナル（リマ） 観客数: 0人 主審: エンリケ・カセレス |

### 大陸間プレーオフ
| チーム #1 | 合計  | チーム #2  | 第1戦 | 第2戦 |
| --------- | ----- | ---------- | ----- | ----- |
| ヨルダン  | 0 - 5 | ウルグアイ | 0 - 5 | 0 - 0 |